# Oligotrichum riedelianum
Oligotrichum riedelianum är en bladmossart som beskrevs av Mitten 1869. Oligotrichum riedelianum ingår i släktet Oligotrichum och familjen Polytrichaceae. Inga underarter finns listade i Catalogue of Life.